# Шу Ці
Шу Ці (舒淇, нар. 16 квітня 1976, м. Тайбей, Тайвань) — тайванська акторка, співачка та модель китайського походження.

## Життєпис
Народилася у 1976 році у м.Тайбей (Тайвань). У 1993 році перебралася до Гонконгу, де стала фотомоделлю, знімаючись для різних еротичних журналів. В одному з них її помітив продюсер Манфред Вонг, який запросив Шу Ци для зйомок у кількох гонконзьких еротичних фільмах, зокрема «Секс і дзен 2». З часом окрім демонстрації оголеного тіла вона стала демонструвати непогану акторську гру і домоглася запрошення до більш серйозних фільмів.
У 1996 році режисер І. Дерек запросив її у свій фільм «Хай живе еротика». Стрічка з іронією розповідала про індустрію еротичних фільмів в Гонконзі, Шу Ці грала молоду зірку. За свою гру у 1997 році отримала кінопремію Гонконгу в номінації «Найкраща акторка другого плану».
Після цього успіху Шу Ці стали знімати в багатьох популярних гонконзьких фільмах, таких як «Прекрасний» (1999 рік), де вона знімалася з Джекі Чаном. Добре були прийняті критикою фільми «Острівні історії» (1999 рік) Стенлі Квана і «Міленіум Мамбо» Хоу Сяосяня. У 1999 році Енг Лі запросив акторку на роль Джен в свій фільм «Тигр підкрадається, дракон ховається». Але після 6 тижнів зйомок менеджер акторки Манфред Вонг запропонував їй відмовитися від ролі і зніматися для реклами Coca-Cola в Японії. У результаті роль Джен дісталася молодій і ще нікому не відомій акторці Чжан Цзиї, яка багато в чому завдяки цьому фільму домоглася слави однієї з найвідоміших акторок Азії. Після цього провалу Шу Ці звільнила свого менеджера.
З тих пір акторка стала ретельніше вибирати свої ролі. У 2002 році відразу два фільми з її участю стали хітами. Світову популярність Шу Ци приніс французький бойовик «Перевізник» із Джейсоном Стейтемом у головній ролі. В Азії ж успішним став бойовик місцевого виробництва «Бойові ангели», де Шу Ці виконала головну роль. Також успішним став фільм жахів 2004 року «Око 2», в якому вона продемонструвала свої акторські можливості в новому для себе жанрі.
У 2005 році визнана найкращою акторкою на кінофестивалі «Золотий кінь» в Тайвані за виконання трьох ролей у фільмі Хоу Сяосяня «Три пори».
Шу Ці продовжує зніматися у фільмах, які приносять їй славу, гроші і популярність. Один з останніх її найвдаліших фільмів «Фей Чен у жао». Всього натепер у доробку 74 кінофільми.

## Вибрана фільмографія

### Кіно
| Рік  | Фільм                          | Оригінальна назва          | Роль               |
| ---- | ------------------------------ | -------------------------- | ------------------ |
| 1999 | Неперевершений                 | кит.: 玻璃樽               | Бу                 |
| 1999 | Герой                          | кит.: 中華英雄             | дерев'яний ніндзя  |
| 2002 | Перевізник                     | фр. Le Transporteur        | Лаї Квай           |
| 2008 | Нью-Йорку, я люблю тебе        | англ. New York, I Love You | китайська травниця |
| 2010 | Місто в облозі                 |                            | Ейнджел            |
| 2012 | Учень майстра                  | кит.: 太極之零開始         | мати Янґа          |
| 2012 | Герой 3D                       | кит.: 太極２ 英雄崛起      | мати Янґа          |
| 2012 | Обладунки Бога 3: Місія Зодіак | кит.: 十二生肖             | дружина Саймона    |
| 2015 | Вбивця                         | кит.: 刺客聶隱娘           | Ніе Інніан         |